# قیمت‌گذاری انتقالی
قیمت‌گذاری انتقالی (به انگلیسی: Transfer Pricing) عبارت است از تعیین قیمت مبادله‌ای برای یک کالا یا خدمت در مواقعی که واحدهای تجاری اقدام به مبادله در داخل یک شرکت می‌نمایند. این محصول می‌تواند محصول نهایی فروخته شده به مشتریان خارج از شرکت، یا محصولات واسطه‌ای باشد.
قیمت‌گذاری انتقالی نه تنها مستقیماً هدف‌های استراتژیک شرکت را تحت تأثیر قرار می‌دهد، بلکه مستلزم ایجاد هماهنگی در میان وظایف بازاریابی، تولید و مالی نیز هست. قیمت‌گذاری انتقالی تصمیم‌گیری دربارهٔ برون‌سپاری تأمین مواد و قطعات، برنامه‌ریزی مالیاتی و بازاریابی محصولات واسطه‌ای و نهایی را تحت تأثیر قرار می‌دهد.
در مؤسسات غیر متمرکز واحدهای فرعی یک سازمان به عنوان واحدهای مستقل فعالیت می‌کنند. در این مجموعه‌ها، سیستم کنترلی مدیریت اغلب از قیمت‌های انتقالی برای هماهنگی فعالیت‌ها و ارزیابی عملکرد واحدهای فرعی استفاده می‌کند.
قیمت انتقالی، قیمتی است که یک واحد فرعی (قطعه، شعبه، بخش و غیره) برای یک محصول یا خدمت ارائه شده برای واحد فرعی دیگر در یک سازمان هزینه می‌کند. قیمت انتقالی درآمدی را برای واحد فرعی فروشنده و هزینه‌ای برای واحد فرعی خریدار به وجود می‌آورد و این امر بر درآمد عملیاتی هر دو واحد فرعی تأثیر می‌گذارد. درآمدهای عملیاتی می‌تواند برای ارزیابی عملکرد واحد فرعی و انگیزش مدیران استفاده شود.

## روش‌های قیمت گذاری انتقالی

### بر مبنای بازار
مدیریت سطوح بالا ممکن است قیمت یک محصول یا خدمت مشابه را به صورت ثبت در دفتر روزنامه تجاری انتخاب و استفاده کند، همچنین مدیریت سطوح بالا ممکن است (برای قیمت داخلی) قیمت تجاری که یک واحد فرعی برای مشتریان برون سازمانی هزینه می‌کند را انتخاب کند.
محصولات یا خدمات منتقل شده بر مبنای قیمتهای بازار معمولاً منجر به تصمیمات بهینه می‌شوند زمانی که سه شرط زیر وجود داشته باشد:
- بازار میانی کاملاً رقابتی است.
- وابستگی‌های داخلی واحدهای فرعی حداقل است.
- هیچ هزینه‌های اضافی یا درآمدهای اضافی برای شرکت در استفاده از بازار به‌جای معاملات داخلی وجود ندارد.

بازار رقابتی کامل زمانی به وجود می‌آید که محصول مشابه با قیمتهای خرید و فروش برابر و یکسان وجود دارد و خریداران و فروشندگان خاصی نمی‌توانند با فعالیت‌هایشان بر آن قیمتها تأثیر بگذارند.

### بر مبنای قیمت تمام شده
مدیریت سطوح بالا ممکن است قیمت انتقالی را بر مبنای هزینه‌های تولید محصول انتخاب کند، مثل هزینه‌های متغیر تولید، هزینه‌های جذب تولید و هزینه‌های کل تولید که هزینه‌های کل تولید شامل تمامی هزینه‌های تولید ناشی از فعالیت‌های شرکت است مثل هزینه تحقیق و توسعه، هزینه طراحی، هزینه بازاریابی، هزینه توزیع و هزینه خدمات ارائه شده به مشتری. هزینه‌های استفاده شده در قیمت‌های انتقالی که بر مبنای بهای تمام شده‌است می‌تواند هزینه‌های واقعی یا هزینه‌های بودجه‌أی باشند.
قیمتهای انتقالی بر مبنای بهای تمام شده وقتی که قیمتهای بازار غیرقابل دسترسی، نامناسب یا پر هزینه هستند مفید می‌باشند. به عنوان مثال محصول خاص یا بی‌همتا باشد یا محصول داخلی از محصولات در دسترس برون سازمانی بر حسب کیفیت یا خدمت متفاوت باشند.

### مذاکره‌ای یا توافقی
در بعضی مواقع، واحدهای فرعی یک شرکت، آزاد هستند که دربارهٔ قیمت انتقالی بین خودشان مذاکره کنند و سپس تصمیم بگیرند که به صورت داخلی خرید و فروش کنند یا با بخش‌های بیرون سازمان معامله کنند. واحدهای فرعی ممکن است در این مذاکرات اطلاعاتی را دربارهٔ هزینه‌ها و قیمتهای بازار استفاده کنند، اما هیچ اجباری وجود ندارد که قیمت انتقالی انتخاب شده ارتباط خاصی با بهای تمام شده یا با قیمت بازار داشته باشد. قیمتهای انتقالی مذاکرهٔ اغلب وقتی بکار برده می‌شوند که قیمتهای بازار دائماً تغییر می‌کنند. قیمت انتقالی مذاکره‌ای نتیجه و حاصل فرایندهای معامله‌ای بین بخش‌های خریدار و فروشنده است.
به‌طور کامل، روش قیمت‌گذاری انتقالی انتخاب شده باید هر مدیر واحد فرعی را برای بهینه‌سازی تصمیمات مربوط به سازمان هدایت و راهنمایی کند. در تمام سیستم‌های کنترلی مدیریت، قیمتهای انتقالی باید برای به‌دست آوردن استراتژی‌ها و اهداف سازمان و متناسب کردن ساختار سازمان کمک کند. مخصوصاً قیمتهای انتقالی باید تناسب هدف را افزایش دهد و فعالیت مدیریت سطوح بالا را تقویت کند.
فروشندگان باید برای پایین نگه داشتن هزینه‌های تهیه یک محصول یا خدمت ایجاد انگیزه بکنند و خریداران باید برای کسب و استفاده از ورودی‌ها و نیروهای مصرف مؤثر و کارا ایجاده انگیزه کنند.
اگر مدیریت سطوح بالا از عدم تمرکزی که در سطح بالایی است حمایت کنند، قیمت‌های انتقالی باید سطح بالایی از استقلال و خودمختاری واحد فرعی را در تصمیم‌گیری توسعه و ترقی دهند. استقلال درجه‌ای از آزادی برای تصمیم‌گیری است. قیمت‌های انتقالی مذاکره‌ای از نتیجه فرایندهای یک معامله بین بخش‌های خرید و فروش به وجود می‌آیند.